# گروه ییلی
گروه ییلی (انگلیسی: Yili Group) شرکت صنایع غذایی چینی است، که در سال ۱۹۹۳ تأسیس شد.